# Даун (город)
Даун (нем. Daun) — город в Германии, административный центр объединения общин Даун, а также района Вульканайфель в административном округе Трир земли Рейнланд-Пфальц.

## История
Впервые упоминается в 1075 году как замок, построенный Альбертом фон Дауном. Статус города приобрёл в 1346 году одновременно с наделением торговыми правами. В 1689 году Даун был разрушен в ходе войны за Пфальцское наследство.
После того, как в ходе войны Первой коалиции левобережье Рейна отошло к Франции, Даун стал центром одноимённого французского кантона, образованного в 1798 году. По результатам Венского конгресса соответствующая территория отошла к Пруссии, и в 1817 году Даун стал центром одноимённого прусского округа.
19 июля 1944 года Даун сильно пострадал от бомбардировок американской авиации в ходе Второй мировой войны. Даун входит в состав земли Рейнланд-Пфальц с момента её образования в 1946 году. В 1951 году городской статус Дауна был подтверждён.

## Органы власти
Представительным органом власти является городской совет (24 депутата), избираемый на выборах один раз в пять лет. Исполнительную власть осуществляет штадтбургомистр (мэр), избираемый на выборах один раз в пять лет.

## Объекты вооружённых сил
В Дауне располагаются некоторые воинские части радиоэлектронной борьбы Бундесвера.

## Население
Население Дауна непрерывно росло на протяжении XIX—XX веков. В период с 1989 по 2003 годы Даун принял 3965 человек по программе приёма «поздних переселенцев».
По состоянию на 31 декабря 2021 года население города Дауна составило 8059 человек.

## Образование
Помимо общеобразовательных учреждений (детских садов, школ, гимназий) в Дауне имеются 2 учреждения среднего профессионального образования, а именно: школа медсестёр и школа специалистов по гериатрической помощи.
В 2023 году планируется открытие Junior Uni Daun — частного некоммерческого учреждения, нацеленного не на предоставление формального образования, а на всестороннее развитие исследовательских способностей у молодёжи (концепция «детский университет»).

## Экономика
В Дауне находятся следующие предприятия:
- Apra-norm Elektromechanik GmbH — производитель электроники
- Dauner & Dunaris Quellen GmbH — производитель минеральной воды
- TechniSat Digital GmbH — производитель бытовой техники
- Windspiel Manufaktur GmbH — производитель шнапса из картофеля, выращенного в районе Вульканайфель.

## Транспорт
Рядом с Дауном проходит автомагистраль A1. Через город проходят федеральные автодороги 257 и 421.
Маршруты пригородных автобусов связывают Даун с населёнными пунктами района Вульканайфель и другими городами Рейнланда-Пфальца. Маршруты обслуживаются Verkehrsverbund Region Trier
Также через город проходит введённая в эксплуатацию в 1895 году Айфельская железная дорога, связывающая Герольштайн и Андернах. Однако участок этой дороги между Кайзерзешем и Герольштайном, включающий в том числе и Даун, не используется с 1998 года.
Ранее в городской черте Дауна от Айфельской железной дороги ответвлялась введённая в эксплуатацию в 1909 году железнодорожная ветка, связывающая с Венгерором (удалённым районом Виттлиха). Однако в конце XX века эта ветка была выведена из эксплуатации, железнодорожные пути были разобраны, а по маршруту дороги, включающей в себя в том числе виадук в Дауне, была организована велосипедная трасса.
Рядом с Дауном расположен аэродром для планеров.

## Культура и рекреация
В 1974 году Даун был официально признан климатическим курортом. В городе имеются источники минеральной воды. В окрестностях расположены маары Гемюнденер, Вайнфельдер, Шалькенмеренер.
К достопримечательностям города относятся католическая церковь Святого Николая, замок Даун, здание железнодорожного вокзала, виадук на бывшей железнодорожной ветке Даун—Венгерор (ныне — велосипедной дороге), военный мемориал В Дауне действует музей вулканов.
В городе проводится фестиваль немецкоязычной литературы в жанре криминальный детектив под названием Tatort Eifel. Также в Дауне ежегодно проводится Ярмарка Святого Лаврентия (начинается в первую субботу после первой среды августа и длится пять дней), являющаяся крупнейшим фольклорным мероприятием Айфеля.

## Известные люди
- Паскаль Хенс — уроженец Дауна, немецкий гандболист

## Города-побратимы
- Каризоло, Италия (2004)